# Juan Carlos Maciel
Juan Carlos Maciel (San Fernando, Provincia de Buenos Aires, Argentina; 28 de septiembre de 1961) es un exfutbolista argentino. Jugaba como arquero y su primer equipo fue Acassuso. Su último club antes de retirarse fue Mitre de Esperanza.
Tiene el récord de haber jugado en todas las categorías del fútbol argentino.

## Trayectoria
Comenzó jugando la Primera D para Acassuso en 1979. Luego pasó por Liniers y Argentino de Merlo, donde conseguiría el primer ascenso de su carrera en 1985 a la Primera C. En 1986 llegó a Deportivo Laferrere y atajó hasta 1991 logrando dos ascensos: a la Primera B en 1987 y al Nacional B en 1991. Además, durante más de 30 años mantuvo el récord de imbatibilidad en el arco de Lafe con 611 minutos sin recibir goles, el cual fue superado recién en 2019 por Lisandro Mitre.
En 1991 partió hacia el fútbol colombiano para jugar en Deportes Quindío, donde es considerado ídolo. También tuvo un paso por Independiente Medellín, allí sufrió un caso de dóping positivo que lo dejó afuera del equipo por varias jornadas.
Regresó a Argentina en 1995 para sumarse a Unión de Santa Fe, que en ese entonces militaba en el Nacional B. Su rendimiento fue clave para que el equipo lograra el ascenso a Primera División, ganándose para siempre el cariño de la hinchada. Continuó una temporada más en el tatengue, aunque siendo suplente de Marcelo Yorno y atajando algunos partidos en ausencia del arquero titular.
En 1997 bajó de la Primera División hasta el Torneo Argentino A al incorporarse a Patronato de Paraná, allí alcanzó a ser dirigido por Gustavo Alfaro. Luego pasó por Atlético Rafaela, donde convirtió el único gol de su carrera.
Cerró su carrera jugando el Torneo Argentino B para Sportivo Urquiza, Central Norte de Salta y Mitre de Esperanza, donde colgó los guantes en 2001 ya con 40 años.

## Clubes
| Club                   | País      | Año       |
| ---------------------- | --------- | --------- |
| Acassuso               | Argentina | 1979-1983 |
| Liniers                | Argentina | 1983-1984 |
| Argentino de Merlo     | Argentina | 1984-1986 |
| Deportivo Laferrere    | Argentina | 1986-1991 |
| Deportes Quindío       | Colombia  | 1991-1994 |
| Independiente Medellín | Colombia  | 1994-1995 |
| Unión de Santa Fe      | Argentina | 1995-1996 |
| Patronato de Paraná    | Argentina | 1997-1998 |
| Atlético Rafaela       | Argentina | 1998-1999 |
| Sportivo Urquiza       | Argentina | 1999-2000 |
| Central Norte de Salta | Argentina | 2000-2001 |
| Mitre de Esperanza     | Argentina | 2001      |

## Palmarés

### Campeonatos nacionales
| Título                     | Club                | País      | Año  |
| -------------------------- | ------------------- | --------- | ---- |
| Primera D                  | Argentino de Merlo  | Argentina | 1985 |
| Primera C                  | Deportivo Laferrere | Argentina | 1987 |
| Ascenso al Nacional B      | Deportivo Laferrere | Argentina | 1990 |
| Ascenso a Primera División | Unión de Santa Fe   | Argentina | 1996 |